# Ивичеста тесноглава мека костенурка
Chitra chitra е вид костенурка от семейство Мекочерупчести костенурки (Trionychidae). Видът е критично застрашен от изчезване.

## Разпространение и местообитание
Разпространен е в Тайланд.
Обитава пясъчните дъна на сладководни басейни и реки.